# The Cocoanuts
The Cocoanuts is een Amerikaanse filmkomedie uit 1929 onder regie van Robert Florey en Joseph Santley. Het was de tweede film van The Marx Brothers.

## Verhaal
Mr. Hammer leidt het verliesgevende hotel The Cocoanut in Florida. Hij krijgt bezoek van twee oplichters. Zij zijn uit op het geld van een dame en haar pas verloofde dochter.

## Rolverdeling
| Acteur          | Personage           |
| --------------- | ------------------- |
| Groucho Marx    | Mr. Hammer          |
| Harpo Marx      | Harpo               |
| Chico Marx      | Chico               |
| Zeppo Marx      | Horatio Jamison     |
| Oscar Shaw      | Bob Adams           |
| Mary Eaton      | Polly Potter        |
| Cyril Ring      | Harvey Yates        |
| Kay Francis     | Penelope            |
| Margaret Dumont | Mrs. Potter         |
| Basil Ruysdael  | Detective Hennessey |